# Ingapirca
Ingapirca (Quechua: Inkapirka, "Inca muur") is een dorp in de provincie Cañar, Ecuador, en tevens de naam van de Incaruïnes en archeologische vindplaats daar vlakbij.

## Beschrijving
In de zuidelijke provincie Cañar, Ecuador, op 3160 m hoogte en op 16 km van de stad Cañari, ligt het belangrijkste archeologische Inca gebouw van de huidige Republiek Ecuador. Ingapirca is een Quechua woord voor 'Inca muur'. Het is een Inca constructie, gemaakt in het begin van de zestiende eeuw na Christus kort voor de komst van de Spanjaarden in dat gebied. Er wordt vermoed dat het gebouw ooit diende als observatorium voor de zon en de maan. Het enige criterium dat overeenkomt tussen historici en archeologen is dat het werd gebouwd onder het directe bevel van de voormalige Inca Huayna Capac. Dit gebeurde ten tijde van de territoriale expansie campagnes en de verovering van de naties door Túpac Inca Yupanqui, zijn vader. Túpac Inca Yupanqui verbleef in die regio tijdens een militaire campagne.
De Ingapirca ruïnes werden opgegraven en gerestaureerd door de Archeologische Missie van Spanje tussen 1974 en 1975. Deze onderzoeken geleid tot een aantal publicaties archeologen Jose Alcina, Miguel Rivera en Antonio Fresco.

## Kaart

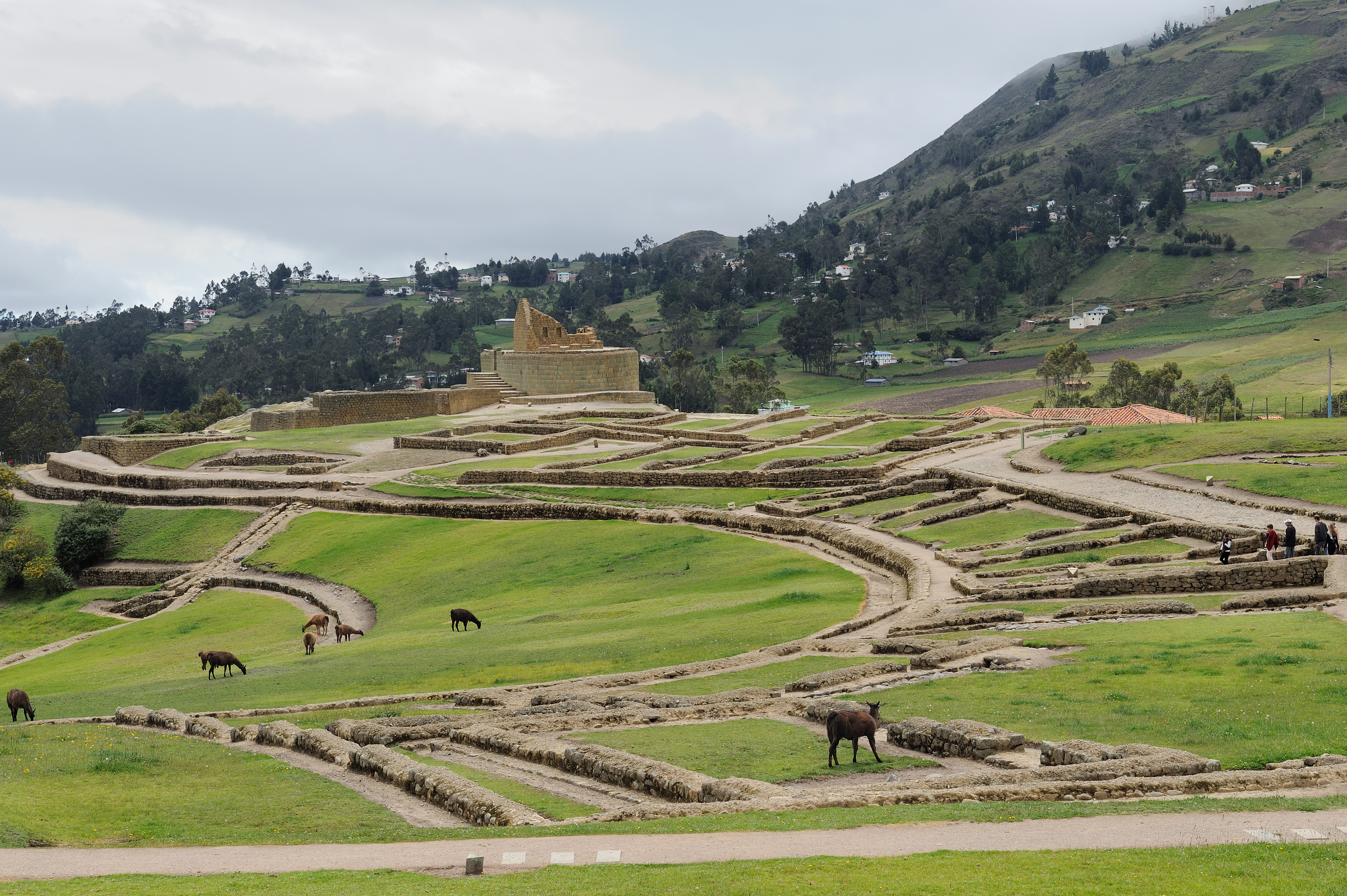
Overzicht van de archeologische vindplaats
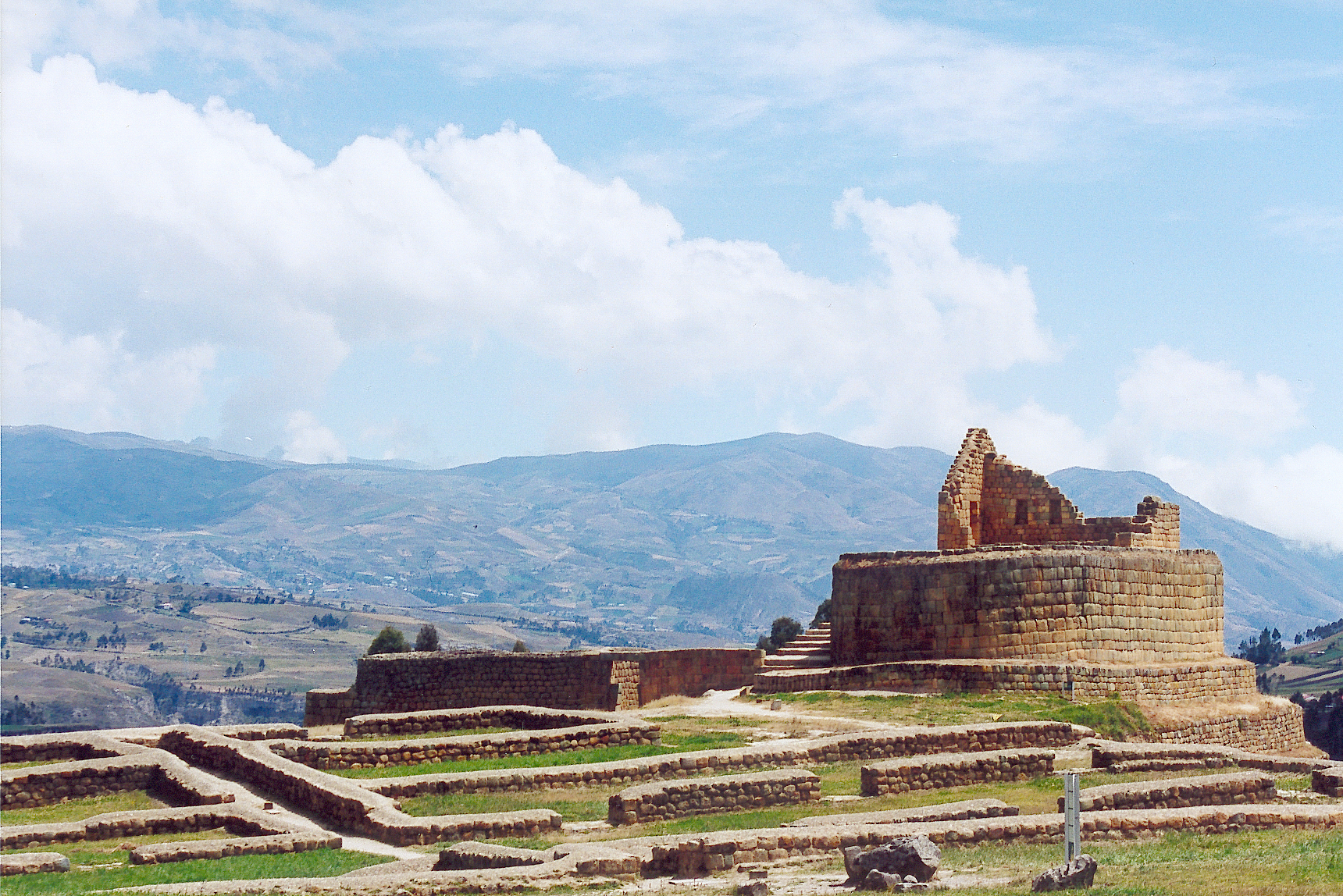
Ruïne van de zonnetempel
Kaart van de archeologische vindplaats